# Saison 1970-1971 du Boucau stade
 (août 2010).
Cette page présente la saison 1970-1971 du Boucau Tarnos stade en championnat de France de rugby à XV de 1re division.

## Récit de la saison
Pour la saison 1970-1971, le Boucau stade évolue en première division. Le club boucalais termine à la cinquième place de sa poule et manque les phases finales du championnat pour quatre points.

## La saison
Le Boucau est versé dans la poule 7 et a comme adversaire les clubs du CA Brive, de l'US Carmaux, de l'US Fumel Libos, du SC Graulhet, du FC Lourdes, de Condom et du Castres olympique.
Le club remporte tous ses matchs à domicile à l'exception de la défaite concédée contre Brive sur le score de 25 à 6.
En revanche, le club perd tous ses matchs à l'extérieur notamment à Graulhet et à Carmaux par le plus petit des écarts. Le Boucau stade se maintient dans l'élite en se classant à la cinquième place mais échoue à quatre points d'une qualification pour les phases finales du championnat.
Le match de la saison, la victoire à Piquessarry contre Lourdes. À la suite d'un match aller où les Lourdais avaient utilisé tous les « artifices interdits » pour se défaire de Boucalais accrocheurs (plusieurs bagarres générales dont une où Aragon fut agressé par Masseboeuf (coup de pied à la face qui occasionna une fracture du planché orbital)). Ainsi, c’est dans un Stade Piquessary « chauffé à blanc » que les Noirs reçoivent des Lourdais. LE match est engagé et les Noirs veulent leur revanche. Le coup d’envoi est donné en touche occasionnant la 1re mêlée. LE stade jubile, les 2 packs se défient, les Noirs provoquent leurs adversaires en faisant à huit le tour de sa rivale. L’engagement est rude mais la mêlée Boucalaise met au supplice sa rivale. D’ailleurs c’est sur l’une d’elles que la décision se fait. Sur une mêlée à 5 mètres, les Lourdais sont emportés pour un essai de B.Perez. Crauste (3e ligne International) déclara après ce match que jamais « il n’avait été humilié de cette façon de toute sa carrière ». L’agression envers Aragon (qui disputa lui ce match retour) était vengée. Score final 9 à 8 pour le BS.
| Adversaires       | Résultats Domicile | Résultats Extérieur |
| CA Brive          | Perdu 6 à 25       | Perdu 39 à 3        |
| US Carmaux        | Gagné 26 à 3       | Perdu 12 à 11       |
| US Fumel Libos    | Gagné 13 à 6       | Perdu 9 à 3         |
| SC Graulhet       | Gagné 16 à 11      | Perdu 17 à 16       |
| FC Lourdes        | Gagné 9 à 8        | Perdu 18 à 0        |
| Condom            | Gagné 8 à 0        | Perdu 11 à 3        |
| Castres olympique | Gagné 17 à 11      | Perdu 17 à 11       |

## Effectif[1],[Note 1]
| Rang | Nom                  | Poste                   | parcours      |
| 1    | Harran Jacques       | Pilier                  | formé au club |
| 2    | René Alsugurren      | Pilier                  | formé au club |
| 3    | Pierre Darrigues     | Talonneur               | formé au club |
| 4    | Jean Gassane         | talonneur               | formé au club |
| 5    | Pierre Lassalle      | Pilier ou 2e ligne      | formé au club |
| 6    | René Saubusse        | Pilier ou 2e ligne      | formé au club |
| 7    | Jean-Paul Hiriart    | 2e ligne                |               |
| 8    | Daramy               | 2e ligne                | formé au club |
| 9    | Jean-Jacques Escoubé | 2e ou 3e ligne          |               |
| 10   | Bernard Lopez        | 2e ou 3e ligne          | formé au club |
| 11   | Bernard Perez        | 3e ligne                | formé au club |
| 12   | Gilles Fanen         | 3e ligne                | formé au club |
| 13   | Daniel Aragon        | 3e ligne                | formé au club |
| 14   | Jean-Jacques Sanglan | Demi de mêlée ou centre | formé au club |
| 15   | Marquebielle         | Demi de mêlée           | formé au club |

| Rang | Nom                  | Poste              | parcours      |
| 16   | Christian Liet       | Demi de mêlée      | formé au club |
| 17   | Jean-Pierre Vergez   | 3e ligne           | formé au club |
| 18   | Serge Perez          | Demi de mêlée      | formé au club |
| 19   | Jacques Peyrelongue  | Ouvreur ou arrière | formé au club |
| 20   | Yves Pétriacq        | Ouvreur ou centre  | formé au club |
| 21   | Gracia               | Ouvreur            | formé au club |
| 22   | Gérard Larrouy       | Ailier             | formé au club |
| 23   | Bernard Lagounez     | Ailier             |               |
| 24   | Louis Damestoy       | Centre ou ailier   | formé au club |
| 25   | Alain Calbète        | Centre ou ouvreur  | formé au club |
| 26   | Joseph Calvez        | Ailier             | formé au club |
| 27   | Robert Aragon        | Ailier             | formé au club |
| 28   | Jean-Marc Destribats | Ailier             | formé au club |
| 29   | José Foncillas       | Ailier ou arrière  | formé au club |
| 30   | Jean-Pierre Luc      | Arrière            | formé au club |
| 31   | Michel Lataste       | Arrière            | formé au club |

## Les Cadets B remportent la coupe Suhas
Cette saison, les cadets B remportent la coupe Suhas.
Sarlat (24 à 0 puis 14 à 0).
Enfin en 2e phase de ceux de Villeneuve sur lot (10 à 0), de ceux de Nérac (39 à 3) et de ceux de l'US Tyrosse (20 à 0).
En 8e, les cadets du BS éliminent l'US Fumel (42 à 3), en 1/4 ceux de Nérac (14 à 0) puis en 1/2 ceux de condom (10 à 0).
Ainsi en coupe Coulon, les cadets du BS incrivirent 243 points et n'en encaissèrent que 31 pts sur toute la saison.
| Le groupe Champion de la coupe Suhas |
| Dongieux, Ducassou, Damestoy, Philippe Dacharry, Fernandez, Apaty, Michel Mays, Tiburce, Gardéra, Millox, Lalanne, Novion, Philippe Destribats (capitaine), Labadie, Beneuf, Joseph Sallaberry, Jacques Sallaberry & Jean-Pierre Sallaberry. |

- La saison suivante, 15 de ces joueurs furent Champion de France Cadets A avec le BS : Millox, Lalanne, Michel Mays, Jacques Sallaberry, Novion, Jean-Pierre Sallaberry, Gardera, Tiburce, Apaty, Philippe Destribats, Philippe Dacharry, Damestoy, Labadie, Beneuf et Fernadez.
- À noter que quelques années plus tard, 8 de ces jeunes joueurs composeront l'ossature de l'équipe 1re du BS ce qui permettra au club de se maintenir de nombreuses années dans l'Elite du Rugby Français : la 1re Division (Ph. Dacharry, Apaty, M.Mays, Tiburce, Millox, Novion, Philippe Destribats  et J.Sallaberry).
- 3 de ces joueurs portèrent un autre maillot en 1re Division : Apaty joua pour sa part au Biarritz olympique, Tiburce au Stade toulousain et Philippe Destribats  au RCF puis au Creusot.
- Gardéra fera quelques apparitions en équipe 1re du BS.
- Ainsi, c'est un total de 9 joueurs qui joueront au moins une fois dans l'équipe fanion du Boucau-Stade[2].